# Film vs Digital
Film vs Digital fa referència a la comparació entre dos mètodes de captació. Aquest concepte es porta estudiant en diferents camps científics i artístics des de l'aparició de la primera Càmera digital el 1975 de la mà de Kodak. Es vol arribar a la conclusió: Quin dels dos sistemes de captació es millor? La captació digital o la captació orgànica?

## Fotografia naturalista hemisfèrica en ambients de llum natural
Segons l'estudi de (Englund, O'Brien y Clark, 2000) “Evaluation of digital and film hemispherical photography and spherical densiometry for measuring forest light environments” els resultats que s'obtenen al comparar el Film vs Digital en la fotografia hemisfèrica mostraven la pèrdua de resolució en la fotografia digital no afectava les estimacions de obertures ponderades, aquestes mostraven ser significativament mes altes en les imatges digitals en front a les imatges captades en film. Les diferències trobades entre els dos mètodes de captació poder ser degudes a la subexposició de les imatges de film.
Per aquesta disciplina en concret l'estudi determina que la fotografía digital és més convenient degut a la resolució superior que ofereix i també gràcies a que la tecnologia digital és convenientment més barata i efectiva.

## Comparació clínica en mamografies per a la detecció del càncer de mama
Segons l'estudi de (Lewin, D'Orsi, Hendrick, Moss,  Isaacs, Karellas, Cutter, 2002) “Clinical Comparison of Full-Field Digital Mammography and Screen-Film Mammography for Detection of Breast Cancer” els resultats sobre 1467 mamografies de dones de 40 anys o més van portar a 181 biòpsies y a la detecció de 42 càncers, 9 d'aquests càncers van ser detectats només a través de mamografies digitals, 15 van ser detectats a través de mamografies fetes en film i 18 van ser detectats en ambdues. La diferencia entre les dues no es significativa a nivell estadístic, l'estudi arriba a la conclusió que no hi ha diferències significatives a nivell de detecció de càncer entre les dues tècniques encara que la fotografia digital detectés menys càncers que el film.

## Fotografia velocimètrica de partícules hologràfiques
Segons l'estudi de (Meng, Pan, Pu, Woodward, 2004) “Holographic particle image velocimetry: from film to digital recording” l'HPIV (imatge hologràfica velocimétrica de partícules) es la millor solució per captar fluxos complexes tridimensionals de camps de velocitat, a continuació ens expliquen els resultats obtinguts amb aquests processos a través d'imatges digitals i imatges en film. El resultat segons l'estudi dona avantatja a la captació digital, ja que no requereix tractament químic i la seva reconstrucció òptica es reemplaçada per reconstruccions numèriques a través d'algoritmes. Per la captura d'aquestes imatges en film el problema es bàsicament que la capacitat d'informació obtinguda es veu disminuïda pel soroll inherent. En la captura digital però, tot aquest procés es tradueix en imatges mes compactes i mes esmolades encara que perden resolució comparades amb les imatges captades en film. L'estudi arriba a la conclusió que la captació digital és molt mes pràctica degut al seu menor cost i la possibilitat de portar al "mainstream" la captació hologràfica.

## En el cinema
L'article "The Celluloid Backlash: Film Versus Digital Once More" (Dixon, 2016) ens ofereix una extensa revisió de les particularitats dels dos formats en el camp del cinema, juntament amb intervencions comentades de diversos directors de Hollywood partidaris del "revival" del format analògic. El text comença indagant que la major part dels llargmetratges rodats a Hollywood actualment es duen a terme de forma digital, aquesta dada es contraposa a un nou fenomen: Alguns dels grans directors americans estan tornant al format del film tradicional.
L'argument principal d'aquests directors es basa en el fet que a través del film la imatge és més càlida, té més profunditat i també una connexió humana que el film digital no té. Un altre dels arguments exposats per Dixon tracta sobre l'emmagatzematge i conservació dels arxius, mentre que conservar arxius en format film és molt més costós el seu avantatge és que en un ambient adequat un film pot arribar a durar fins a 600 anys. Un film digital d'altra banda és molt més barat de conservar i transportar, així i pel mateix fet de la contínua evolució del format i el deteriorament de les seves plataformes d'emmagatzematge, un arxiu digital es veu forçat a migrar de disc d'emmagatzematge cada pocs anys amb la consegüent compressió i pèrdua de qualitat.
La decisió d'utilitzar film sobre digital realment es basa en el "cor" de la naturalesa de la imatge en moviment, de la sensació de la llum travessant la cinta fins que arriba a la pantalla.
No podem analitzar aquest fenomen amb números ni amb resultats, poc importa la resolució final del producte, sinó la sensació que aquest transmet a l'hora de visionar-lo.
Johannes Krell: “Va ser un shock presenciar una vegada més la experiencia seductiva i immersiva de la projecció de 16 mm de primer rang i sentir-la al meu voltant en una sala."
Bennet Miller: “Cuan poses film i digital un al costat del altre, la imatge en film et mou les entranyes de forma immediata. Hi ha una sensació mes neta i clara i seca en la imatge digital que no arriba a la dimensió i pes del fotoquímic"
J.J. Abrams: “Pots parlar de rang, llum, sensibilitat, resolució. Hi ha alguna cosa sobre el film que és sens dubte més orgànic natural i real."